# Czepiec ścięgnisty
Czepiec ścięgnisty, rozcięgno naczaszne (łac. galea aponeurotica, aponeurosis epicranialis) – w anatomii człowieka szeroka, płaska i cienka błona ścięgnista pokrywająca sklepienie czaszki, stanowiąca rozcięgno łączące oba mięśnie potyliczno-czołowe i skroniowo-ciemieniowe w jeden mięsień naczaszny. Czepiec ścięgnisty zrośnięty jest ściśle tkanką łączną zwartą ze skórą głowy, natomiast z okostną łączy się za pośrednictwem tkanki łącznej luźnej, co pozwala na jego ruchomość względem kości. Między nim a okostną sklepienia czaszki łatwo szerzą się procesy ropne lub wylewy krwawe.